# San Ignacio (Texas)
San Ignacio és una concentració de població designada pel cens dels Estats Units a l'estat de Texas. Segons el cens del 2000 tenia 853 habitants.

## Demografia
Segons el cens del 2000, San Ignacio tenia 853 habitants, 253 habitatges, i 198 famílies. La densitat de població era de 215,3 habitants/km².
Dels 253 habitatges en un 44,7% hi vivien nens de menys de 18 anys, en un 58,9% hi vivien parelles casades, en un 15,8% dones solteres, i en un 21,7% no eren unitats familiars. En el 20,6% dels habitatges hi vivien persones soles l'11,9% de les quals corresponia a persones de 65 anys o més que vivien soles. El nombre mitjà de persones vivint en cada habitatge era de 3,37 i el nombre mitjà de persones que vivien en cada família era de 3,97.
Per edats la població es repartia de la següent manera: un 33,6% tenia menys de 18 anys, un 11,4% entre 18 i 24, un 23,9% entre 25 i 44, un 19,7% de 45 a 60 i un 11,4% 65 anys o més.
L'edat mediana era de 30 anys. Per cada 100 dones de 18 o més anys hi havia 101,4 homes.
La renda mediana per habitatge era de 16.563 $ i la renda mediana per família de 19.375 $. Els homes tenien una renda mediana de 17.344 $ mentre que les dones 12.188 $. La renda per capita de la població era de 6.968 $. Aproximadament el 48,2% de les famílies i el 54,5% de la població estaven per davall del llindar de pobresa.

## Poblacions més properes
El següent diagrama mostra les poblacions més properes.